# Bob Catley
Robert Adrian "Bob" Catley (11 de setembro de 1947 em Aldershot, Inglaterra) é um cantor de hard rock e heavy metal, que canta na banda britânica Magnum, tem discos solo e participações em outros grupos.

## Discografia

### Hard Rain
- Hard Rain (1997)
- When the Good Times Come (1999)

### Solo
- The Tower (1998)
- Live at the Gods (1999)
- Legends (1999)
- Middle Earth (2001)
- When Empires Burn (2003)
- Spirit of Man (2006)
- Immortal (2008)

### Participações
- Jabberwocky (1999) – Clive Nolan e Oliver Wakeman
- Hound of the Baskervilles (2002) – Clive Nolan e Oliver Wakeman
- The Metal Opera Part II (2002) – Avantasia
- Once and Future King Part I (2003) – Gary Hughes
- Once and Future King Part II (2003) – Gary Hughes
- The Scarecrow (2008) – Avantasia
- 01011001 (2008) – Ayreon
- The Wicked Symphony (2010) – Avantasia
- Angel of Babylon (2010) – Avantasia
- The Flying Opera (ao vivo) (2011) – Avantasia
- The Mystery of Time (2013) – Avantasia
- Ghostlights (2015) – Avantasia
- Moonglow (2019) - Avantasia